# Xerocrassa derogata
Xerocrassa derogata е вид коремоного от семейство Hygromiidae.

## Разпространение
Видът е разпространен в Испания.